# Astyanax aeneus
Astyanax aeneus és una espècie de peix de la família dels caràcids i de l'ordre dels caraciformes.

## Morfologia
- Els mascles poden assolir 7,5 cm de llargària total i les femelles 12.[2][3]

## Alimentació
Menja algues, llavors, fulles, insectes aquàtics i terrestres, i alevins.

## Hàbitat
Viu a àrees de clima tropical entre 20 °C-37 °C.

## Distribució geogràfica
Es troba a Mèxic i Centreamèrica